# Ронан, Сьюзан
Сьюзан Ронан (англ. Susan Ronan; род. 21 февраля 1964, Крамлин, Дублин, Ирландия) — ирландская футболистка, выступавшая за сборную Ирландии, главный тренер национальной команды в 2010—2016 годах.
На клубном уровне играла за команды «Черривуд Юнайтед», «Паккард» и «Уэлсокс» (в 1995 году стала называться «Шелбурн»). В 1988 году дебютировала за национальную сборную Ирландии, которую возглавлял Фрэнк Руни, в гостевом матче против Швеции (0:2). Позднее тренером Миком Куком была переквалифицирована из нападающей в полузащитницу и впоследствии стала капитаном сборной. Всего за сборную сыграла в 22 матчах. В 1993 году была признана футболисткой года в Ирландии по версии Футбольной ассоциации Ирландии.
В 1994 году начала работать в институте женских сборных Ирландии. Шесть лет возглавляла команду игроков до 16 лет, затем стала тренером команды игроков до 18 лет, в 2002 году трансформировавшуюся в команду U-19. В июле 2010 года, после ухода Ноэля Кинга в мужскую молодёжную сборную, была назначена временно исполняющей обязанности главного тренера женской сборной Ирландии на матчи отборочного турнира чемпионата мира 2011 года против России (1:1) и Израиля (3:0). В октябре 2010 года утверждена главным тренером. Возглавляла сборную в течение шести лет, до ноября 2016 года, после чего перешла на должность главы женского футбола Футбольной ассоциации Ирландии. В 2020 году в связи с реорганизацией покинула ФАИ. По состоянию на 2021 год — консультант по женскому футболу в ФИФА.
Обладательница профессиональной тренерской лицензии УЕФА Pro.